# Liga Dominicana de Fútbol 2024
La Liga Dominicana de Fútbol 2024 fue la edición número X de la LDF.
Comenzó el 8 de marzo .

## Sistema de competición
El torneo de la Liga Dominicana de Fútbol, estará conformado en tres partes:
- Temporada Regular: El formato de competencia tendrá una fase regular a tres vueltas, lo que garantiza un mínimo de 21 partidos a todos los clubes. Dicha fase se jugará de marzo a julio del 2024. Luego los seis mejores clasificados de la fase regular pasan a la Liguilla.

El orden de clasificación de los equipos, se determinará en una tabla de cómputo general, de la siguiente manera:
- 1) Mayor cantidad de puntos;
- 2) Mayor diferencia de goles a favor; en caso de igualdad;
- 3) Mayor cantidad de goles convertidos; en caso de igualdad;
- 4) Mayor cantidad de goles de visita marcados; en caso de igualdad;
- 5) Menor cantidad de tarjetas rojas recibidas; en caso de igualdad;
- 6) Menor cantidad de tarjetas amarillas recibidas; en caso de igualdad;
- 7) Sorteo.

- Liguilla: Los 6 equipos clasificados de la Temporada Regular jugarán un sistema de todos contra todos. Cada equipo disputará un total de 5 partidos en campo propio y campo contrario, haciendo un total de 10 jornadas. Los 4 mejores equipos al final de la Liguilla avanzarán a los Play-offs. El orden de clasificación será igual al de la Temporada Regular.

- Play-offs: Se jugará un sistema de eliminación, el primer lugar de la Liguilla enfrentará al cuarto lugar y el segundo enfrentará al tercero. Ambas llaves se jugarán a doble partido y los vencedores avanzarán a la Gran Final que también se disputará a doble partido.

### Clasificación para competiciones internacionales
El campeón de la Gran Final, el Subcampeón Clasifican Copa Caribeña de Clubes Concacaf. 
El Mejor clasificado en la tabla general de la temporada obtiene un cupo a la CONCACAF Caribbean Club Shield.

## Información de los equipos

### Equipos por provincia
Un total de 8 equipos disputarán el Torneo 2024.
| Distrito Nacional | 2 | Club Atlético Pantoja y O&M FC | Atl. Pantoja · O&M FC Cibao FC Atl. Vega Real Atlántico FC Atl. San Cristóbal Delfines del Este Moca FC |
| Espaillat         | 1 | Moca FC                        | Atl. Pantoja · O&M FC Cibao FC Atl. Vega Real Atlántico FC Atl. San Cristóbal Delfines del Este Moca FC |
| La Romana         | 1 | Delfines del Este FC           | Atl. Pantoja · O&M FC Cibao FC Atl. Vega Real Atlántico FC Atl. San Cristóbal Delfines del Este Moca FC |
| La Vega           | 1 | Atlético Vega Real             | Atl. Pantoja · O&M FC Cibao FC Atl. Vega Real Atlántico FC Atl. San Cristóbal Delfines del Este Moca FC |
| Puerto Plata      | 1 | Atlántico FC                   | Atl. Pantoja · O&M FC Cibao FC Atl. Vega Real Atlántico FC Atl. San Cristóbal Delfines del Este Moca FC |
| San Cristóbal     | 1 | Atlético San Cristóbal         | Atl. Pantoja · O&M FC Cibao FC Atl. Vega Real Atlántico FC Atl. San Cristóbal Delfines del Este Moca FC |
| Santiago          | 1 | Cibao FC                       | Atl. Pantoja · O&M FC Cibao FC Atl. Vega Real Atlántico FC Atl. San Cristóbal Delfines del Este Moca FC |

| Equipo                 | Entrenador (Inicio Temporada) | Ciudad                                   | Estadio                         | Capacidad | Fundación | Patrocinadores (En uniforme)  | Proveedor Uniforme                 |
| ---------------------- | ----------------------------- | ---------------------------------------- | ------------------------------- | --------- | --------- | ----------------------------- | ---------------------------------- |
| Atlántico FC           | Omnys Cordero                 | San Felipe de Puerto Plata, Puerto Plata | Leonel Plácido                  | 2,000     | 2014      | Farmacia Popular Signmaster   | Batú Wear                          |
| Atlético Pantoja       | Jesús Quintero                | Santo Domingo, Distrito Nacional         | Olímpico Félix Sánchez          | 27,000    | 1999      | Banco BHD León Rowe           | Walon Sport                        |
| Atlético San Cristóbal | Daniel Álvarez                | San Cristóbal, San Cristóbal             | Panamericano                    | 2,800     | 2014      | EGEHID                        | Batú Wear                          |
| Atlético Vega Real     | Edward Acevedo                | Concepción de La Vega, La Vega           | Olímpico de La Vega             | 7,000     | 2014      | Angloamericana de Seguros MAX | Bandera de la República Dominicana |
| Cibao FC               | Gabriel Martínez Poch         | Santiago de los Caballeros, Santiago     | Cibao FC                        | 10,000    | 2014      | Banreservas                   | Puma                               |
| Delfines del Este FC   | Javier Molinari               | La Romana, La Romana                     | Complejo Deportivo de La Romana | 1,200     | 2014      | No tiene                      | Bandera de la República Dominicana |
| Moca FC                | Maximiliano Viera             | Moca, Espaillat                          | Polideportivo Moca 85           | 4,000     | 1971      | Cloro Macier Agrotel          | Batú Wear                          |
| O&M FC                 | José Aparicio                 | Santo Domingo, Distrito Nacional         | Olímpico Félix Sánchez          | 27,000    | 1974      | Universidad Dominicana O&M    | Bandera de la República Dominicana |

## Fase de clasificación
| Pos. | Equipo                 | Pts. | PJ | G  | E | P  | GF | GC | Dif. | Clasificación 2024 |
| ---- | ---------------------- | ---- | -- | -- | - | -- | -- | -- | ---- | ------------------ |
| 1    | Cibao FC               | 45   | 21 | 13 | 6 | 2  | 43 | 16 | +27  | Liguilla           |
| 2    | O&M FC                 | 38   | 21 | 10 | 8 | 3  | 31 | 15 | +16  | Liguilla           |
| 3    | Moca FC                | 35   | 21 | 9  | 8 | 4  | 38 | 21 | +17  | Liguilla           |
| 4    | Delfines del Este FC   | 30   | 21 | 7  | 9 | 5  | 35 | 32 | +3   | Liguilla           |
| 5    | Atlético Pantoja       | 27   | 21 | 7  | 6 | 8  | 45 | 30 | +15  | Liguilla           |
| 6    | Atlántico FC           | 26   | 21 | 7  | 5 | 9  | 23 | 26 | −3   | Liguilla           |
| 7    | Atlético Vega Real     | 25   | 21 | 6  | 7 | 8  | 21 | 25 | −4   |                    |
| 8    | Atlético San Cristóbal | 1    | 21 | 0  | 1 | 20 | 6  | 77 | −71  | Último lugar       |

Actualizado a los partidos jugados el 7 de julio de 2024.
 Fuente: Soccerway

### Evolución de la clasificación
| Equipo / Fecha         | 1 | 2 | 3 | 4 | 5 | 6 | 7 | 8  | 9  | 10 | 11 | 12 | 13 | 14 | 15 | 16 | 17 | 18 | 19 | 20 | 21 |
| ---------------------- | - | - | - | - | - | - | - | -- | -- | -- | -- | -- | -- | -- | -- | -- | -- | -- | -- | -- | -- |
| Cibao FC               | 2 | 1 | 1 | 3 | 2 | 2 | 1 | 1* | 1* | 1  | 1  | 1  | 1  | 1  | 1  | 1  | 1  | 1  | 1  | 1  | 1  |
| O&M FC                 | 4 | 3 | 2 | 1 | 1 | 1 | 2 | 2* | 2* | 2  | 2  | 2  | 2  | 2  | 2  | 2  | 2  | 2  | 2  | 2  | 2  |
| Moca FC                | 6 | 7 | 3 | 2 | 3 | 3 | 3 | 3* | 3* | 3  | 4  | 3  | 3* | 3* | 3* | 3  | 3  | 3  | 3  | 3  | 3  |
| Delfines del Este FC   | 5 | 5 | 4 | 6 | 7 | 5 | 6 | 7* | 7* | 4  | 5  | 5  | 6  | 6  | 6  | 5  | 4  | 4  | 4  | 4  | 4  |
| Atlético Pantoja       | 3 | 2 | 5 | 7 | 4 | 4 | 4 | 4* | 6* | 7  | 7  | 6  | 5  | 7  | 7  | 6  | 6  | 7  | 5  | 5  | 5  |
| Atlántico FC           | 1 | 6 | 7 | 4 | 5 | 6 | 7 | 6  | 5  | 6  | 6  | 7  | 7  | 5  | 4  | 7  | 7  | 6  | 7  | 6  | 6  |
| Atlético Vega Real     | 7 | 4 | 6 | 5 | 6 | 7 | 5 | 5* | 4* | 5  | 3  | 4  | 4  | 4  | 5  | 4  | 5  | 5  | 6  | 7  | 7  |
| Atlético San Cristóbal | 8 | 8 | 8 | 8 | 8 | 8 | 8 | 8  | 8  | 8  | 8  | 8  | 8* | 8* | 8* | 8  | 8  | 8  | 8  | 8  | 8  |

|  |

(*) Indica la posición del equipo con un partido pendiente.

### Resultados
| Cibao fc              | 3 - 2 | Delfines del Este FC   | Estadio Cibao fc                      | 8 de marzo  | 19:00 |
| O&M FC                | 2 - 1 | Moca FC                | Estadio Panamericano de San Cristóbal | 9 de marzo  | 18:00 |
| Atlántico FC          | 2 - 0 | Atlético San Cristóbal | Leonel Plácido                        | 10 de marzo | 16:00 |
| Club Atlético Pantoja | 2 - 1 | Atlético Vega Real     | Estadio Panamericano de San Cristóbal | 10 de marzo | 18:00 |

| Atlético Vega Real    | 3 - 0 | Atlético San Cristóbal | Estadio El Cóndor de La Vega          | 15 de marzo | 19:00 |
| O&M FC                | 1 - 1 | Cibao FC               | Estadio Panamericano de San Cristóbal | 16 de marzo | 18:00 |
| Delfines del Este FC  | 2 - 0 | Atlántico FC           | Estadio Panamericano Parque del Este  | 17 de marzo | 16:00 |
| Club Atlético Pantoja | 2 - 2 | Moca FC                | Estadio Panamericano de San Cristóbal | 17 de marzo | 18:00 |

| Atlético San Cristóbal | 1 - 1 | Delfines del Este FC  | Estadio Panamericano de San Cristóbal | 2 de abril | 17:00 |
| Moca FC                | 4 - 0 | Atlético Vega Real    | Polideportivo Moca 85                 | 2 de abril | 19:00 |
| Atlántico FC           | 0 - 2 | O&M FC                | Estadio Leonel Plácido                | 3 de abril | 16:00 |
| Cibao FC               | 4 - 2 | Club Atlético Pantoja | Estadio Cibao FC                      | 3 de abril | 19:00 |

| Atlético Vega Real    | 1 - 0 | Delfines del Este FC   | Estadio El Cóndor de La Vega          | 6 de abril | 18:00 |
| Club Atlético Pantoja | 0 - 2 | Atlántico FC           | Estadio Panamericano de San Cristóbal | 6 de abril | 18:00 |
| O&M FC                | 2 - 0 | Atlético San Cristóbal | Estadio Panamericano Parque del Este  | 7 de abril | 16:00 |
| Moca FC               | 4 - 1 | Cibao FC               | Polideportivo Moca 85                 | 7 de abril | 17:00 |

| Cibao FC               | 3 - 1 | Atlético Vega Real    | Estadio Cibao FC                      | 12 de abril | 19:00 |
| Atlántico FC           | 2 - 2 | Moca FC               | Estadio Leonel Plácido                | 13 de abril | 16:00 |
| Atlético San Cristóbal | 0 - 4 | Club Atlético Pantoja | Estadio Panamericano de San Cristóbal | 13 de abril | 18:00 |
| Delfines del Este FC   | 1 - 2 | O&M FC                | Estadio Panamericano Parque del Este  | 14 de abril | 16:00 |

| Cibao FC              | 4 - 1 | Atlántico FC           | Estadio Cibao FC                      | 16 de abril | 19:00 |
| Club Atlético Pantoja | 1 - 2 | Delfines del Este FC   | Estadio Panamericano de San Cristóbal | 17 de abril | 18:00 |
| Moca FC               | 5 - 1 | Atlético San Cristóbal | Polideportivo Moca 85                 | 17 de abril | 18:00 |
| Atlético Vega Real    | 0 - 1 | O&M FC                 | Estadio El Cóndor de La Vega          | 17 de abril | 18:00 |

| Delfines del Este FC   | 2 - 2 | Moca FC               | Estadio Panamericano Parque del Este  | 20 de abril | 16:00 |
| Atlético San Cristóbal | 0 - 4 | Cibao FC              | Estadio Panamericano de San Cristóbal | 20 de abril | 18:00 |
| Atlántico FC           | 1 - 2 | Atlético Vega Real    | Estadio Leonel Plácido                | 21 de abril | 16:00 |
| O&M FC                 | 0 - 1 | Club Atlético Pantoja | Estadio Panamericano de San Cristóbal | 21 de abril | 18:00 |

| Atlético San Cristóbal | 0 - 5 | Atlántico FC          | Estadio Panamericano de San Cristóbal | 27 de abril | 18:00 |
| Atlético Vega Real     | 1 - 1 | Club Atlético Pantoja | Estadio El Cóndor de La Vega          | 8 de mayo   | 16:00 |
| Delfines del Este FC   | 1 - 0 | Cibao FC              | Estadio Panamericano Parque del Este  | 8 de mayo   | 16:00 |
| Moca FC                | 1 - 1 | O&M FC                | Polideportivo Moca 85                 | 8 de mayo   | 19:00 |

| Atlético San Cristóbal | 1 - 2 | Atlético Vega Real    | Estadio Panamericano de San Cristóbal | 30 de abril | 18:00 |
| Atlántico FC           | 1 - 1 | Delfines del Este FC  | Estadio Leonel Plácido                | 1 de mayo   | 16:00 |
| Moca FC                | 0 - 0 | Club Atlético Pantoja | Polideportivo Moca 85                 | 1 de mayo   | 19:00 |
| Cibao FC               | 1 - 0 | O&M FC                | Estadio Cibao FC                      | 1 de mayo   | 19:00 |

| Delfines del Este FC  | 3 - 0 | Atlético San Cristóbal | Estadio Panamericano Parque del Este  | 4 de mayo | 16:00 |
| O&M FC                | 0 - 0 | Atlántico FC           | Estadio Panamericano de San Cristóbal | 4 de mayo | 18:00 |
| Club Atlético Pantoja | 1 - 2 | Cibao FC               | Estadio Panamericano de San Cristóbal | 5 de mayo | 16:00 |
| Atlético Vega Real    | 0 - 0 | Moca FC                | Estadio El Cóndor de La Vega          | 5 de mayo | 18:00 |

| Atlántico FC           | 2 - 0 | Club Atlético Pantoja | Estadio Leonel Plácido                | 11 de mayo | 16:00 |
| Cibao FC               | 0 - 0 | Moca FC               | Campo y pista PUCMM                   | 11 de mayo | 16:00 |
| Delfines del Este FC   | 1 - 2 | Atlético Vega Real    | Estadio Panamericano Parque del Este  | 12 de mayo | 16:00 |
| Atlético San Cristóbal | 0 - 4 | O&M FC                | Estadio Panamericano de San Cristóbal | 12 de mayo | 18:00 |

| Moca FC               | 1 - 0 | Atlántico FC           | Estadio Júnior Mejia                  | 15 de mayo | 16:00 |
| Club Atlético Pantoja | 6 - 0 | Atlético San Cristóbal | Estadio Panamericano de San Cristóbal | 15 de mayo | 18:00 |
| O&M FC                | 1 - 1 | Delfines del Este FC   | Estadio Panamericano de San Cristóbal | 16 de mayo | 16:00 |
| Atlético Vega Real    | 0 - 0 | Cibao FC               | Estadio El Cóndor de La Vega          | 16 de mayo | 18:00 |

| Delfines del Este FC   | 1 - 9 | Club Atlético Pantoja | Estadio Panamericano Parque del Este  | 21 de mayo | 16:00 |
| Atlántico FC           | 0 - 2 | Cibao FC              | Estadio Leonel Plácido                | 21 de mayo | 16:00 |
| O&M FC                 | 0 - 0 | Atlético Vega Real    | Estadio Panamericano de San Cristóbal | 21 de mayo | 18:00 |
| Atlético San Cristóbal | 0 - 4 | Moca FC               | Estadio Panamericano de San Cristóbal | 8 de junio | 16:00 |

| Cibao FC              | 5 - 0 | Atlético San Cristóbal | Campo y pista PUCMM                  | 25 de mayo | 16:00 |
| Moca FC               | 0 - 1 | Delfines del Este FC   | Estadio Júnior Mejia                 | 25 de mayo | 16:00 |
| Club Atlético Pantoja | 1 - 2 | O&M FC                 | Estadio Panamericano Parque del Este | 25 de mayo | 16:00 |
| Atlético Vega Real    | 0 - 1 | Atlántico FC           | Estadio Júnior Mejia                 | 26 de mayo | 16:00 |

| Club Atlético Pantoja | 0 - 0 | Atlético Vega Real     | Estadio Panamericano Parque del Este | 29 de mayo | 16:00 |
| Moca FC               | 1 - 0 | O&M FC                 | Estadio Júnior Mejia                 | 30 de mayo | 16:00 |
| Cibao FC              | 0 - 0 | Delfines del Este FC   | Campo y pista PUCMM                  | 30 de mayo | 16:00 |
| Atlántico FC          | 2 - 1 | Atlético San Cristóbal | Estadio Leonel Plácido               | 30 de mayo | 16:00 |

| O&M FC                | 0 - 0 | Cibao FC               | Estadio Panamericano Parque del Este  | 2 de junio | 16:00 |
| Atlético Vega Real    | 4 - 0 | Atlético San Cristóbal | Estadio Júnior Mejia                  | 2 de junio | 16:00 |
| Club Atlético Pantoja | 3 - 0 | Moca FC                | Estadio Panamericano de San Cristóbal | 2 de junio | 18:00 |
| Delfines del Este FC  | 4 - 2 | Atlántico FC           | Estadio Panamericano Parque del Este  | 3 de junio | 16:00 |

| Moca FC                | 3 - 2 | Atlético Vega Real    | Estadio Júnior Mejia                  | 15 de junio | 16:00 |
| Atlántico FC           | 0 - 3 | O&M FC                | Estadio Leonel Plácido                | 15 de junio | 16:00 |
| Cibao FC               | 3 - 2 | Club Atlético Pantoja | Campo y pista PUCMM                   | 16 de junio | 16:00 |
| Atlético San Cristóbal | 1 - 6 | Delfines del Este FC  | Estadio Panamericano de San Cristóbal | 16 de junio | 18:00 |

| Atlético Vega Real    | 1 - 1 | Delfines del Este FC   | Estadio Júnior Mejia                  | 19 de junio | 16:00 |
| O&M FC                | 2 - 0 | Atlético San Cristóbal | Estadio Panamericano Parque del Este  | 19 de junio | 16:00 |
| Club Atlético Pantoja | 1 - 2 | Atlántico FC           | Estadio Panamericano de San Cristóbal | 19 de junio | 18:00 |
| Moca FC               | 1 - 3 | Cibao FC               | Estadio Júnior Mejia                  | 20 de junio | 16:00 |

| Delfines del Este FC   | 2 - 2 | O&M FC                | Estadio Panamericano Parque del Este  | 22 de junio | 16:00 |
| Atlético San Cristóbal | 1 - 4 | Club Atlético Pantoja | Estadio Panamericano de San Cristóbal | 22 de junio | 18:00 |
| Cibao FC               | 3 - 0 | Atlético Vega Real    | Campo y pista PUCMM                   | 23 de junio | 16:00 |
| Atlántico FC           | 0 - 1 | Moca FC               | Estadio Leonel Plácido                | 23 de junio | 16:00 |

| Club Atlético Pantoja | 2 - 2 | Delfines del Este FC   | Estadio Panamericano de San Cristóbal | 28 de junio | 18:00 |
| Atlético Vega Real    | 1 - 3 | O&M FC                 | Estadio Júnior Mejia                  | 29 de junio | 16:00 |
| Cibao FC              | 0 - 0 | Atlántico FC           | Campo y pista PUCMM                   | 30 de junio | 16:00 |
| Moca FC               | 5 - 0 | Atlético San Cristóbal | Estadio Júnior Mejia                  | 30 de junio | 16:00 |

| Atlántico FC           | 0 - 0 | Atlético Vega Real    | Estadio Leonel Plácido                | 6 de julio | 16:00 |
| Atlético San Cristóbal | 0 - 4 | Cibao FC              | Estadio Panamericano de San Cristóbal | 6 de julio | 16:00 |
| Delfines del Este FC   | 1 - 1 | Moca FC               | Estadio Panamericano Parque del Este  | 6 de julio | 16:00 |
| O&M FC                 | 3 - 3 | Club Atlético Pantoja | Estadio Panamericano Parque del Este  | 7 de julio | 16:00 |

## Liguilla

### Clasificación
| Pos. | Equipo               | Pts. | PJ | G | E | P | GF | GC | Dif. | Clasificación 2024 |
| ---- | -------------------- | ---- | -- | - | - | - | -- | -- | ---- | ------------------ |
| 1    | Cibao FC             | 19   | 10 | 5 | 4 | 1 | 17 | 8  | +9   | Play-offs          |
| 2    | Atlético Pantoja     | 17   | 10 | 4 | 5 | 1 | 21 | 10 | +11  | Play-offs          |
| 3    | O&M FC               | 14   | 10 | 3 | 5 | 2 | 9  | 8  | +1   | Play-offs          |
| 4    | Moca FC              | 13   | 10 | 4 | 1 | 5 | 10 | 13 | −3   | Play-offs          |
| 5    | Delfines del Este FC | 9    | 10 | 2 | 3 | 5 | 12 | 15 | −3   |                    |
| 6    | Atlántico FC         | 7    | 10 | 1 | 4 | 5 | 11 | 26 | −15  |                    |

Actualizado a los partidos jugados el 28 de agosto.
 Fuente: Soccerway

### Evolución de la clasificación
| Equipo / Fecha       | 1 | 2 | 3 | 4  | 5   | 6   | 7   | 8   | 9  | 10 |
| -------------------- | - | - | - | -- | --- | --- | --- | --- | -- | -- |
| Cibao FC             | 2 | 1 | 1 | 2  | 1   | 1   | 1   | 1   | 1  | 1  |
| Atlético Pantoja     | 1 | 4 | 3 | 3* | 4** | 4** | 4** | 3** | 3* | 2  |
| O&M FC               | 3 | 2 | 4 | 4* | 3*  | 3   | 2   | 2   | 2  | 3  |
| Moca FC              | 6 | 3 | 2 | 1  | 2   | 2   | 3   | 4   | 4  | 4  |
| Delfines del Este FC | 5 | 6 | 6 | 6  | 5   | 6*  | 6*  | 6*  | 5* | 5  |
| Atlántico FC         | 4 | 5 | 5 | 5  | 6*  | 5*  | 5*  | 5*  | 6  | 6  |

|  |

(*) Indica la posición del equipo con un partido pendiente.
(**) Indica la posición del equipo con dos partidos pendientes.

### Resultados

#### Fixture
| Cibao FC              | 1 - 0 | Moca FC              | Campo y pista PUCMM                   | 13 de julio | 17:00 |
| O&M FC                | 0 - 0 | Atlántico FC         | Estadio Panamericano Parque del Este  | 13 de julio | 17:00 |
| Club Atlético Pantoja | 2 - 1 | Delfines del Este FC | Estadio Panamericano de San Cristóbal | 14 de julio | 18:00 |

| Cibao FC             | 4 - 0 | Atlántico FC     | Campo y pista PUCMM                  | 16 de julio | 16:00 |
| Delfines del Este FC | 1 - 2 | O&M FC           | Estadio Panamericano Parque del Este | 17 de julio | 16:00 |
| Moca FC              | 3 - 2 | Atlético Pantoja | Estadio Júnior Mejia                 | 17 de julio | 16:00 |

| Atlético Pantoja | 0 - 0 | Cibao FC             | Estadio Panamericano de San Cristóbal | 20 de julio | 18:00 |
| Atlántico FC     | 2 - 1 | Delfines del Este FC | Estadio Leonel Plácido                | 21 de julio | 16:00 |
| O&M FC           | 0 - 1 | Moca FC              | Estadio Panamericano Parque del Este  | 21 de julio | 16:00 |

| Delfines del Este FC | 1 - 1 | Cibao FC     | Estadio Panamericano Parque del Este  | 26 de julio | 16:00 |
| Moca FC              | 2 - 1 | Atlántico FC | Polideportivo Moca 85                 | 27 de julio | 18:00 |
| Atlético Pantoja     | 0 - 0 | O&M FC       | Estadio Panamericano de San Cristóbal | 8 de agosto | 18:00 |

| Delfines del Este FC | 0 - 1 | Moca FC          | Estadio Panamericano Parque del Este | 31 de julio  | 16:00 |
| Cibao FC             | 1 - 1 | O&M FC           | Campo y pista PUCMM                  | 31 de julio  | 16:00 |
| Atlántico FC         | 1 - 4 | Atlético Pantoja | Estadio Leonel Plácido               | 21 de agosto | 16:00 |

| Moca FC              | 0 - 1 | Cibao FC         | Estadio Júnior Mejia                 | 3 de agosto  | 16:00 |
| Atlántico FC         | 1 - 1 | O&M FC           | Estadio Leonel Plácido               | 3 de agosto  | 16:00 |
| Delfines del Este FC | 3 - 3 | Atlético Pantoja | Estadio Panamericano Parque del Este | 28 de agosto | 16:00 |

| Atlántico FC     | 2 - 5 | Cibao FC             | Estadio Leonel Plácido                | 10 de agosto | 16:00 |
| O&M FC           | 2 - 1 | Delfines del Este FC | Estadio Panamericano Parque del Este  | 11 de agosto | 16:00 |
| Atlético Pantoja | 3 - 0 | Moca FC              | Estadio Panamericano de San Cristóbal | 11 de agosto | 18:00 |

| Cibao FC             | 2 - 2 | Atlético Pantoja | Campo y pista PUCMM                  | 14 de agosto | 16:00 |
| Delfines del Este FC | 2 - 2 | Atlántico FC     | Estadio Panamericano Parque del Este | 14 de agosto | 16:00 |
| Moca FC              | 1 - 2 | O&M FC           | Campo y pista PUCMM                  | 15 de agosto | 16:00 |

| Cibao FC     | 0 - 1 | Delfines del Este FC | Campo y pista PUCMM                   | 17 de agosto | 16:00 |
| Atlántico FC | 2 - 2 | Moca FC              | Estadio Leonel Plácido                | 18 de agosto | 16:00 |
| O&M FC       | 0 - 0 | Atlético Pantoja     | Estadio Panamericano de San Cristóbal | 18 de agosto | 18:00 |

| Atlético Pantoja | 5 - 0 | Atlántico FC         | Estadio Panamericano de San Cristóbal | 24 de agosto | 16:00 |
| Moca FC          | 1 - 0 | Delfines del Este FC | Estadio Júnior Mejia                  | 24 de agosto | 16:00 |
| O&M FC           | 1 - 2 | Cibao FC             | Estadio Panamericano Parque del Este  | 24 de agosto | 16:00 |

## Tabla General
| Pos. | Equipo                 | Pts. | PJ | G  | E  | P  | GF | GC | Dif. | Clasificación 2024                     |
| ---- | ---------------------- | ---- | -- | -- | -- | -- | -- | -- | ---- | -------------------------------------- |
| 1    | Cibao FC               | 64   | 31 | 18 | 10 | 3  | 60 | 24 | +36  | Campeón y Copa Caribeña de la Concacaf |
| 2    | O&M FC                 | 52   | 31 | 13 | 13 | 5  | 40 | 23 | +17  | Copa Caribeña de la Concacaf           |
| 3    | Moca FC                | 48   | 31 | 13 | 9  | 9  | 48 | 34 | +14  | CFU Club Shield                        |
| 4    | Atlético Pantoja       | 44   | 31 | 11 | 11 | 9  | 66 | 40 | +26  |                                        |
| 5    | Delfines del Este FC   | 39   | 31 | 9  | 12 | 10 | 47 | 47 | 0    |                                        |
| 6    | Atlántico FC           | 33   | 31 | 8  | 9  | 14 | 38 | 32 | +6   |                                        |
| 7    | Atlético Vega Real     | 25   | 21 | 6  | 7  | 8  | 21 | 25 | −4   |                                        |
| 8    | Atlético San Cristóbal | 1    | 21 | 0  | 1  | 20 | 6  | 77 | −71  | Último lugar                           |

Actualizado a los partidos jugados el 28 de septiembre de 2024.
 Fuente: Soccerway

## Play-Offs
|  | Semifinales                                          | Semifinales                                          | Semifinales                                          | Semifinales                                          |   |        | Final                                            | Final                                            | Final                                            | Final                                            |  |
|  | 1 de septiembre (Ida) 14 y 15 de septiembre (Vuelta) | 1 de septiembre (Ida) 14 y 15 de septiembre (Vuelta) | 1 de septiembre (Ida) 14 y 15 de septiembre (Vuelta) | 1 de septiembre (Ida) 14 y 15 de septiembre (Vuelta) |   |        | 21 de septiembre (Ida) 28 de septiembre (Vuelta) | 21 de septiembre (Ida) 28 de septiembre (Vuelta) | 21 de septiembre (Ida) 28 de septiembre (Vuelta) | 21 de septiembre (Ida) 28 de septiembre (Vuelta) |  |
|  |                                                      |                                                      |                                                      |                                                      |   |        |                                                  |                                                  |                                                  |                                                  |  |
|  |                                                      |                                                      |                                                      |                                                      |   |        |                                                  |                                                  |                                                  |                                                  |  |
|  | Atlético Pantoja                                     | 2                                                    | 2                                                    | 4 (2)                                                |   |        |                                                  |                                                  |                                                  |                                                  |  |
|  | Atlético Pantoja                                     | 2                                                    | 2                                                    | 4 (2)                                                |   |        |                                                  |                                                  |                                                  |                                                  |  |
|  | O&M FC                                               | 1                                                    | 3                                                    | 4 (4)                                                |   |        |                                                  |                                                  |                                                  |                                                  |  |
|  | O&M FC                                               | 1                                                    | 3                                                    | 4 (4)                                                |   | O&M FC | 2                                                | 1                                                | 3                                                |                                                  |  |
|  |                                                      |                                                      |                                                      |                                                      |   | O&M FC | 2                                                | 1                                                | 3                                                |                                                  |  |
|  |                                                      |                                                      | Cibao FC                                             | 1                                                    | 3 | 4      |                                                  |                                                  |                                                  |                                                  |  |
|  | Cibao FC                                             | 0                                                    | Cibao FC                                             | 1                                                    | 3 | 4      | 3                                                | 3                                                |                                                  |                                                  |  |
|  | Cibao FC                                             | 0                                                    |                                                      |                                                      |   |        | 3                                                | 3                                                |                                                  |                                                  |  |
|  | Moca FC                                              | 0                                                    | 0                                                    | 0                                                    |   |        |                                                  |                                                  |                                                  |                                                  |  |
|  | Moca FC                                              | 0                                                    | 0                                                    | 0                                                    |   |        |                                                  |                                                  |                                                  |                                                  |  |
|  |                                                      |                                                      |                                                      |                                                      |   |        |                                                  |                                                  |                                                  |                                                  |  |

### Semifinales

#### Moca FCvsCibao FC
| 1 de septiembre de 2024 | Moca FC | 0:0 (0:0) | Cibao FC | Polideportivo Moca 85, Moca |  |

| 14 de septiembre de 2024         | Cibao FC                                                       | 3:0 (1:0) (Global 3:0) | Moca FC | Estadio Cibao FC, Cibao |  |
|                                  | Dairin González 12' · Rivaldo Correa 48' · Juan David Diaz 87' |                        |         |                         |  |
| Cibao FC avanzó a la Gran Final. |                                                                |                        |         |                         |  |

#### O&M FCvsAtlético Pantoja
| 1 de septiembre de 2024 | O&M FC           | 1:2 (1:0) | Atlético Pantoja                   | Estadio Panamericano de San Cristóbal, San Cristóbal |  |
|                         | Anyelo Gomez 44' |           | Jeremy Baez 50' · Luis Espinal 59' |                                                      |  |

| 15 de septiembre de 2024       | Atlético Pantoja                                                     | 2:3 (2:3;1:1) (t. s.)(2:4 p.)(Global 4:4) | O&M FC                                                       | Estadio Panamericano de San Cristóbal, San Cristóbal |  |
|                                | Luis Espinal 9' · Luis Espinal 68'                                   |                                           | Isaac Mercedes 18' · Iván Pérez 50' · Ricardo Rivera 64'     |                                                      |  |
|                                |                                                                      | Tiros desde el punto penal                |                                                              |                                                      |  |
|                                | - Robert Rosado - Aricheell Hernández - Alexander Amut - Jeremy Báez |                                           | - Iván Pérez - Ricardo Rivera - Francisco Ortega - Yoan Melo |                                                      |  |
| O&M FC avanzó a la Gran Final. |                                                                      |                                           |                                                              |                                                      |  |

### Gran Final

#### O&M FC-Cibao FC
| 21 de septiembre de 2024 | O&M FC                          | 2:1 (1:1) | Cibao FC            | Estadio Panamericano de San Cristóbal, San Cristóbal |  |
|                          | Yoan Melo 34' · Yohan Parra 85' |           | Ernesto Trinidad 1' |                                                      |  |

| 28 de septiembre de 2024 | Cibao FC                                                  | 3:1 (2:1;1:0) (t. s.)(Global 4:3) | O&M FC         | Estadio Cibao FC, Cibao |  |
|                          | Jean Lopez 11' · Isaac Mercedes 65' · Luismi Quezada 117' |                                   | Isaac Baez 54' |                         |  |

|                             |
| Cibao FC Campeón 5.° título |

## Estadísticas

### Máximos goleadores
Lista con los máximos goleadores de la competencia.
| Núm. | Pos.           | Jugador               | Equipo               | Goles |
| ---- | -------------- | --------------------- | -------------------- | ----- |
| 1.º  | Delantero      | Rivaldo Correa        | Cibao FC             | 21    |
| 1.º  | Delantero      | Luis Espinal          | Atlético Pantoja     | 21    |
| 3.º  | Delantero      | Yessy Mena            | Delfines del Este FC | 18    |
| 4.º  | Centrocampista | Juan David Díaz       | Cibao FC             | 14    |
| 5.º  | Delantero      | Leonardo Becerra      | Atlético Pantoja     | 13    |
| 5.º  | Delantero      | Gustavo Ascona        | Moca FC              | 13    |
| 7.º  | Delantero      | Juan Ángeles          | Moca FC              | 10    |
| 8.º  | Centrocampista | Aricheell Mora        | Atlético Pantoja     | 7     |
| 8.º  | Delantero      | Frantzety Herard      | Atlético Pantoja     | 7     |
| 8.º  | Delantero      | Iván Pérez            | O&M FC               | 7     |
| 11.º | Defensa        | Víctor Manuel Sánchez | Moca FC              | 6     |
| 11.º | Delantero      | Darly Noemi Batista   | Atlántico FC         | 6     |
| 11.º | Delantero      | Walny Bien-Aimé       | Atlántico FC         | 6     |
| 14.º | Delantero      | Julio Rosario         | Atlético Vega Real   | 5     |
| 14.º | Centrocampista | Javier Roces          | Cibao FC             | 5     |

### Hat-tricks o más
| Fecha        | Jugador          | Goles         | Local                  |  | Resultado |  | Visitante            | Jornada |
| ------------ | ---------------- | ------------- | ---------------------- |  | --------- |  | -------------------- | ------- |
| 21 de mayo   | Leonardo Becerra | 2' 5' 18' 55' | Delfines del Este FC   |  | 1 - 9     |  | Atlético Pantoja     | 13      |
| 3 de junio   | Yessy Mena       | 45+7' 48' 75' | Delfines del Este FC   |  | 4 - 2     |  | Atlántico FC         | 16      |
| 15 de junio  | Gustavo Ascona   | 8' 10' 60'    | Moca FC                |  | 3 - 2     |  | Atlético Vega Real   | 17      |
| 16 de junio  | Yessy Mena       | 24' 47' 73'   | Atlético San Cristóbal |  | 1 - 6     |  | Delfines del Este FC | 17      |
| 24 de agosto | Luis Espinal     | 35' 65' 82'   | Atlético Pantoja       |  | 5 - 0     |  | Atlántico FC         | *10     |

*Liguilla

### Autogoles
| Fecha            | Jugador            | Minuto | Local                  | Resultado | Visitante            | Jornada |
| ---------------- | ------------------ | ------ | ---------------------- | --------- | -------------------- | ------- |
| 16 de marzo      | Alexander Romero   | 15'    | O&M FC                 | 1 - 1     | Cibao FC             | 2       |
| 27 de abril      | Luis Santos        | 3'     | Atlético San Cristóbal | 0 - 5     | Atlántico FC         | 8       |
| 17 de agosto     | Fernández Santiago | 81'    | Cibao FC               | 0 - 1     | Delfines del Este FC | *9      |
| 28 de septiembre | Isaac Mercedes     | 65'    | Cibao FC               | 3 - 1     | O&M FC               | Final   |

*Liguilla